# Ревир (Минесота)
Ревир (енгл. Revere) град је у америчкој савезној држави Минесота.

## Демографија
По попису из 2010. године број становника је 95, што је 5 (-5,0%) становника мање него 2000. године.
| Група             | 2000.      | 2010.      |
| Белци             | 98 (98,0%) | 85 (89,5%) |
| Афроамериканци    | 1 (1,0%)   | 4 (4,2%)   |
| Азијати           | 0 (0,0%)   | 1 (1,1%)   |
| Хиспаноамериканци | 0 (0,0%)   | 3 (3,2%)   |
| Укупно            | 100        | 95         |